# Geovanna Santos
Geovanna Santos da Silva (Pinheiros, 15 de fevereiro de 2002) é uma ginasta e atleta olímpica brasileira. Ela é campeã brasileira, competiu nas Olimpíadas de Tóquio 2020 e foi prata no Pan de Santiago 2023.

## Biografia
A paixão de Geovanna Santos pela ginástica rítmica começou cedo, aos seis anos, quando sua mãe a matriculou na modalidade com o objetivo de que sua filha agitada gastasse energia no esporte. Foi amor à primeira vista. Tanto que ela foi selecionada para representar um clube em Vitória, a capital do Espírito Santo. No entanto, surgiu um grande obstáculo: a necessidade de mudança de cidade. Para que a atleta não tivesse que morar sozinha tão jovem, o pai, que trabalhava na extração de granito, abriu mão do emprego para acompanhar a filha, juntamente com o resto da família, para que o sonho de Geovanna pudesse continuar.
Em 2018, ela competiu na Gymnasíade, que aconteceu no Marrocos, e conquistou uma medalha de ouro, por equipe, e uma medalha de bronze, no conjunto 5 cordas.
Ela fez parte da equipe que competiu nos Jogos Olímpicos de Tóquio 2020, junto com Duda Arakaki, Deborah Medrado, Nicole Pircio e Beatriz Linhares. A equipe fez 3.250 pontos na soma das duas rotações e terminou em 12° lugar na competição.
Geovanna já marcou presença no Pan-Americano de Ginástica . Na edição de 2022, que aconteceu no Rio de Janeiro, ela viralizou ao se apresentar ao som de Rajadão, de Pabllo Vittar, e levou o ouro no individual geral com a nota de 30.550. Na edição de 2023, que aconteceu em Guadalajara, ela levou a prata no individual geral, garantindo participação no Pan de Santiago 2023.
A Copa do Mundo de Ginástica Rítmica também já teve participação da atleta. Em março de 2023, ela esteve em Atenas para competir no individual, porém não avançou para a final, fazendo 28.950 pontos no arco e 28.650 na bola, ficando fora do top-20 da classificação. Em maio do mesmo ano, Geovanna disputou a série de Portimão, em Portugal. Ela chegou na final e acabou na sexta posição, com 28.400 pontos ao som de Rajadão, hit de Pabllo Vittar. A ginasta repetiu a colocação da classificatória, quando somou 28,450 pontos. Ela ficou na 13ª posição do geral, somando 110,600 pontos (28,850 no arco, 25,650 na bola, 27,650 nas maças e os 28,450 da fita). A última série de 2023, que aconteceu em julho na cidade de Cluj-Napoca, na Romênia, a ginasta conquistou o 7º lugar no individual geral. Ela marcou 31.750 no arco e 31.400 na bola, que se apresentou ao som de uma versão de All By Myself, de Celine Dion, acumulado 63.150 pontos.
O Campeonato Mundial de Ginástica Rítmica de 2022 teve a presença de Geovanna, que somou 86.100 pontos na classificação final do individual geral, terminando em 23ª. A ginasta, que é fã de Pabllo Vittar, havia montado uma série de fita ao som do hit já usado antes, Rajadão, e estampou imagem da cantora no collant. No Campeonato Brasileiro de Ginástica Rítmica de 2023, a atleta se sagrou campeã do Individual Geral da categoria elite adulta. Geovanna Santos conquistou o título com um total de 132.350 pontos. Ela venceu nas provas de maças e fitas, e obteve segundos lugares no arco e na bola. Já no Campeonato Mundial de Ginástica Rítmica de 2023, que aconteceu em Valência, na Espanha, Geovanna encerrou participação em 21ª. A ginasta teve suas melhores rotinas no arco e na bola.
No Pan-Americano de Santiago 2023, Geovanna ficou com a prata na categoria de bola da ginástica rítmica, somando 31.650 pontos em sua apresentação. Ela também pontuou 29.550 na fita e 29.900 na maças.

## Títulos
Gymnasiade
- Ouro: equipe (Marrocos, 2018)[3]
- Bronze: conjunto 5 cordas (Marrocos, 2018)[3]

Campeonato Pan-Americano de Ginástica
- Ouro: individual geral (Rio de Janeiro, 2022)[8]
- Prata: individual geral (Guadalajara, 2023)[9]

Jogos Pan-Americanos
- Prata: bola da ginástica rítmica (Santiago, 2023)[24]